# Championnat de Lettonie de football 2010
Navigation
Saison précédente Saison suivante
La saison 2010 du Championnat de Lettonie de football est la 20e édition de la première division lettone. La Virsliga regroupe les 10 meilleurs clubs lettons au sein d'une poule unique qui s'affrontent 3 fois durant la saison. À l'issue de la saison, le dernier du classement est relégué et l'avant-dernier doit disputer un barrage de promotion-relégation face au 2e de D2.
Le Skonto Riga remporte le titre, trophée qui lui avait échappé depuis 2005, après avoir terminé en tête du classement final, avec six points d'avance sur le FK Ventspilset huit sur le tenant du titre, le FK Liepājas Metalurgs. C'est le  15e titre de champion de Lettonie de l'histoire du Skonto.
Le passage de 9 à 10 clubs a permis la reformation du Daugava Daugavpils (qui avait fusionné avec le Dinaburg FC, exclu l'année dernière[C'est-à-dire ?] pour tentative de matchs truqués) et sa réintégration au sein de la Virsliga, en plus des 2 clubs promus de D2.

## Les 10 clubs participants
| - Skonto Riga - FK Liepājas Metalurgs - JFK Olimps/RFS - FK Ventspils - FK Jurmala-VV | - Daugava Daugavpils - SK Blazma Rezekne - FK Tranzits Ventspils - FK Jauniba Riga - Promu de D2 - FK Jelgava - Promu de D2 |

## Compétition
Le barème de points servant à établir le classement se décompose ainsi :
- Victoire : 3 points
- Match nul : 1 point
- Défaite : 0 point

### Classement
| Rang | Équipe                    | Pts | J  | G  | N | P  | Bp | Bc | Diff |
| ---- | ------------------------- | --- | -- | -- | - | -- | -- | -- | ---- |
| 1    | Skonto Riga               | 69  | 27 | 22 | 3 | 2  | 86 | 16 | +70  |
| 2    | FK Ventspils              | 63  | 27 | 20 | 3 | 4  | 68 | 18 | +50  |
| 3    | FK Liepājas Metalurgs (T) | 61  | 27 | 19 | 4 | 4  | 70 | 20 | +50  |
| 4    | Daugava Daugavpils        | 56  | 27 | 16 | 8 | 3  | 35 | 16 | +19  |
| 5    | FK Jurmala-VV             | 28  | 27 | 8  | 4 | 15 | 30 | 45 | -15  |
| 6    | FK Jelgava (P) (C)        | 25  | 27 | 6  | 7 | 14 | 36 | 45 | -9   |
| 7    | SK Blazma Rezekne         | 24  | 27 | 7  | 3 | 17 | 27 | 57 | -30  |
| 8    | JFK Olimps/RFS            | 21  | 27 | 5  | 6 | 16 | 31 | 63 | -32  |
| 9    | Tranzits Ventspils        | 19  | 27 | 5  | 4 | 18 | 17 | 56 | -39  |
| 10   | Jauniba Riga (P)          | 16  | 27 | 4  | 4 | 19 | 16 | 80 | -64  |

|  | Qualification pour la Ligue des champions 2011-2012                      |
|  | Qualification pour le 2e tour préliminaire de la Ligue Europa 2011-2012  |
|  | Qualification pour le 1er tour préliminaire de la Ligue Europa 2011-2012 |
|  | Relégation directe en deuxième division                                  |
|  | (T) Tenant du titre (P) Promu de 2e division                             |

### Matchs

#### Première phase
| Résultats (▼dom., ►ext.) | BLA | DGD | JAU | JEL | JVV | LIE | RFS | SKO | TRA | VEN |
| SK Blazma Rezekne        |     | 3-1 | 1-2 | 0-0 | 0-4 | 1-4 | 2-0 | 1-3 | 2-0 | 0-5 |
| Daugava Daugavpils       | 2-0 |     | 1-0 | 1-1 | 1-0 | 1-1 | 2-0 | 1-1 | 2-0 | 1-0 |
| Jauniba Riga             | 0-1 | 1-1 |     | 1-1 | 0-2 | 2-3 | 0-9 | 0-3 | 1-0 | 0-5 |
| FK Jelgava               | 4-0 | 3-3 | 4-1 |     | 1-2 | 1-2 | 4-0 | 0-5 | 2-1 | 1-2 |
| FK Jurmala-VV            | 0-0 | 0-1 | 0-1 | 2-1 |     | 1-2 | 2-2 | 0-4 | 2-1 | 1-4 |
| FK Liepājas Metalurgs    | 4-0 | 0-1 | 4-0 | 3-1 | 1-2 |     | 4-0 | 1-2 | 2-0 | 0-0 |
| JFK Olimps/RFS           | 2-1 | 1-1 | 2-2 | 2-1 | 0-2 | 0-3 |     | 1-3 | 0-1 | 0-3 |
| Skonto Riga              | 6-0 | 1-0 | 7-0 | 4-1 | 4-2 | 0-0 | 6-1 |     | 5-0 | 1-0 |
| Tranzits Ventspils       | 3-1 | 0-1 | 2-0 | 1-1 | 1-1 | 0-4 | 2-2 | 0-2 |     | 0-2 |
| FK Ventspils             | 1-0 | 1-1 | 5-0 | 2-1 | 1-0 | 2-4 | 7-0 | 2-1 | 2-0 |     |

#### Seconde phase
Lors de la deuxième phase, les équipes ne se rencontrent qu'une seule fois. Les équipes classées entre la 1re et la 5e auront le privilège de jouer 5 de leurs 9 matchs restants à domicile.
| Résultats (▼dom., ►ext.) | BLA- | DGD | JAU | JEL | JVV | LIE | RFS | SKO | TRA | VEN |
| SK Blazma Rezekne        |      |     |     |     | 2-1 | 2-3 | 1-1 | 1-4 |     |     |
| Daugava Daugavpils       | 3-1  |     | 3-1 |     | 2-0 |     |     |     | 1-0 | 0-1 |
| Jauniba Riga             | 0-4  |     |     | 0-1 |     |     | 2-2 |     | 0-1 |     |
| FK Jelgava               | 2-0  | 0-1 |     |     |     |     |     |     | 0-0 | 2-4 |
| FK Jurmala-VV            |      |     | 0-1 | 1-1 |     | 1-4 | 0-3 | 0-2 |     |     |
| FK Liepājas Metalurgs    |      | 0-0 | 8-0 | 3-0 |     |     | 2-1 | 1-2 |     |     |
| JFK Olimps/RFS           |      | 0-2 |     | 2-1 |     |     |     |     | 0-2 | 0-3 |
| Skonto Riga              |      | 0-1 | 6-0 | 2-1 |     |     | 4-0 |     |     | 2-2 |
| Tranzits Ventspils       | 0-3  |     |     |     | 2-3 | 0-6 |     | 0-6 |     |     |
| FK Ventspils             | 2-0  |     | 4-1 |     | 3-1 | 0-1 |     |     | 5-0 |     |

#### Barrage de promotion-relégation
L'avant-dernier du championnat affronte le 2e de deuxième division afin de conserver sa place parmi l'élite. Les rencontres sont disputées en matchs aller et retour.
| Équipe 1                   | Résultat | Équipe 2        | Aller | Retour |
| -------------------------- | -------- | --------------- | ----- | ------ |
| Tranzits Ventspils forfait | -        | FC Jūrmala (D2) | -     | -      |

## Bilan de la saison
| Championnat de Lettonie de football 2010 |                         |
| Champion                                 | Skonto Riga (15e titre) |
| Coupes et trophées                       |                         |
| Vainqueur de la Coupe de Lettonie 2010   | FK Jelgava              |
| Qualifications continentales             |                         |
| Ligue des champions 2011-2012            | Skonto Riga             |
| Ligue Europa 2010-2011                   | FK Jelgava              |
| Ligue Europa 2011-2012                   | FK Ventspils            |
| Ligue Europa 2011-2012                   | FK Liepājas Metalurgs   |
| Promotions et relégations                |                         |
| Promus en Virsliga                       | FB Gulbene 2005         |
| Promus en Virsliga                       | FC Jūrmala              |
| Relégués en Pirma Liga                   | Tranzits Ventspils      |
| Relégués en Pirma Liga                   | Jauniba Riga            |